# Actiu tòxic
Un actiu tòxic és qualsevol actiu que té un preu de mercat significativament menor que el seu valor comptable, i a més a més, el mercat per a aquest actiu és molt il·líquid. Aquesta darrera característica fa que sigui virtualment impossible de vendre'l ja no a un preu raonable, sinó a qualsevol preu, de manera que té un impacte negatiu en el balanç de situació de qualsevol companyia, ja que si té molts actius tòxics aquesta pot esdevenir insolvent.
El concepte d'actiu tòxic fou abastament emprat arran de la Crisi financera 2007-2010 per a referir-se específicament a les cdo -collateralized debt obligations (obligació de deute garantida)-, als CDS -Credit default swaps (permuta d'incompliment creditici)-, i als ABS -Asset-backed securities (valor garantit per actius)-, i dins d'aquests darrers, específicament als MBS -Mortgage-backed security (valor garantit per hipoteques)-. La raó que específicament aquests darrers instruments financers esdevinguessin actius tòxics rau d'una banda en la caiguda vertiginosa del preu dels habitatges hipotecats, fet que al seu torn implicà que els posseïdors dels valors garantits per hipotèques, majoritàriament els bancs, no poguessin trobar mercat on revendre'ls. Per tant, els bancs, principals posseïdors d'aquests instruments, es trobaren en els seus balanços amb actius significativament depreciats en preu de mercat, i amb mercats il·líquids on poder revendre'ls precisament per la seva dràstica caiguda en el preu de mercat, essent qualificats de Bancs zombis.
Malgrat que des d'aleshores el terme actiu tòxic s'ha associat generalment a préstecs irretornables concedits per bancs, qualsevol actiu sa d'un balanç de situació pot esdevenir un actiu tòxic en un context econòmic de caiguda generalitzada de preus de mercat, i una demanda congelada per aquests actius.
En el sistema bancari espanyol, poc influenciat pels instruments financers derivats, la denominació actiu tòxic es referí al préstecs hipotecaris incobrables i tots els seus derivats —habitatges, sòl, etc—, que figuraven en els balanç dels bancs espanyols.